# Martin Langer (directeur de la photographie)
Martin Langer (né le 8 janvier 1959 à Hanovre) est un directeur de la photographie allemand.

## Biographie
Langer a d'abord travaillé en tant qu'accessoiriste, assistant sonore et éclairagiste avant de se tourner vers le métier de directeur de la photographie. Après son mariage, Langer prend d'abord le nom de son épouse, ce qui explique pourquoi dans de nombreuses productions il a le nom de Martin Peglau. Après son divorce, il reprend son nom de naissance.
Pour son travail pour le film biographique Die Bubi Scholz Story, il reçoit à la fois le Deutscher Kamerapreis en 1998 et le Prix de la télévision allemande (de) en 1999. Pour le téléfilm Die Hoffnung stirbt zuletzt, il est nommé pour le prix Adolf-Grimme en 2003. Il est nommé pour le Deutscher Filmpreis pour Sophie Scholl : Les Derniers Jours en 2005 et Der ganz große Traum en 2011. Il est récompensé pour 14 jours à perpétuité.
Langer est membre de la Deutsche Filmakademie. Il vit avec l'actrice Barbara Auer à Hambourg.

## Filmographie
Cinéma
- 1989 : Der letzte Tanz (court-métrage)
- 1991 : Aus gutem Grund (court-métrage)
- 1993 : Die Nacht des Photographen (court-métrage)
- 1994 : Das Phantom – Die Jagd nach Dagobert
- 1996 : Roula
- 1996 : Buddies – Leben auf der Überholspur
- 1997 : 14 jours à perpétuité (en)
- 1999 : Sara Amerika
- 1999 : Nichts als die Wahrheit
- 2000 : Pour une poignée d'herbe
- 2001 : Le Tunnel
- 2001 : Sass
- 2002 : Bibi Blocksberg, l'apprentie sorcière
- 2003 : Memories
- 2005 : Sophie Scholl : Les Derniers Jours
- 2005 : La Massaï blanche
- 2007 : Pornorama
- 2010 : Boxhagener Platz
- 2010 : Groupies bleiben nicht zum Frühstück
- 2011 : Der ganz große Traum
- 2013 : La Fille aux neuf perruques
- 2013 : Der Geschmack von Apfelkernen
- 2014 : Le Labyrinthe du silence
- 2015 : Da muss Mann durch

Télévision
- 1998 : Amours ambiguës
- 1998 : Die Bubi Scholz Story
- 2000 : Rien que pour moi
- 2002 : Die Hoffnung stirbt zuletzt
- 2004 : Die andere Frau
- 2004 : Les Étoiles brillent toujours
- 2006 : Die Tote vom Deich
- 2007 : Duell in der Nacht
- 2008 : Tatort: Auf der Sonnenseite
- 2010 : Tatort: Vergissmeinnicht
- 2011 : Der Verdacht
- 2015 : Scoop en talons aiguilles
- 2015 : Ein großer Aufbruch
- 2015 : Matthiesens Töchter
- 2016 : Tatort: Wendehammer
- 2017 : Tatort: Land in dieser Zeit
- 2017 : Was ich von dir weiß